# Sonnenfinsternis vom 27. Mai 669 v. Chr.
Die Sonnenfinsternis vom 27. Mai 669 v. Chr. erlangte besondere historische Bedeutung, da die keilschriftliche Aufzeichnung der Sonnenfinsternis ergänzend Kriegsereignisse beschreibt. Assyrische Schwierigkeiten werden erwähnt. Heute befindet sich die Keilschrifttafel im British Museum zu London.
Bei dem erwähnten astronomischen Ereignis handelte es sich um eine ringförmige Sonnenfinsternis, die in der Region von Babylon und Aššur nur sehr kurz zu beobachten war.
Durch Überprüfung mit anderen historischen Finsternissen wurde festgestellt, dass die historischen Datierungen in Universal Time, die durch die tatsächliche Erdrotation bestimmt ist von den zurückgerechneten Werten in Ephemeridenzeit abweichen. Die entsprechende Zeitdifferenz wird als ΔT bezeichnet.
Unter Berücksichtigung des ΔT war die Sonnenfinsternis in Babylon am 27. Mai 669 v. Chr. ab Sonnenaufgang um 4:57 Uhr sichtbar und konnte bis gegen 5:16 Uhr beobachtet werden. Der babylonische Schreiber des Keilschrifttextes vermerkte entsprechende Umstände:

„Als die Sonne aufging, hatte sie die Form eines Halbmondes und trug eine (glitzernde) Krone. Der (assyrische) König wird seine Feinde im Land einfangen, auf dass das Böse das Land verlässt und alles (wieder) gut wird. [Von Ras]il, Diener des Königs.“